# Bistum Marsico Nuovo

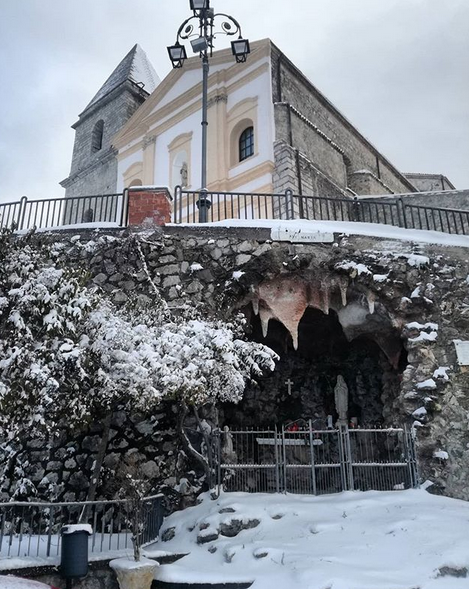
Die ehemalige Kathedrale von Marsico Nuovo

Das Bistum Marsico Nuovo war eine römisch-katholische Diözese in Italien mit Bischofssitz in Marsico Nuovo. Es war ein Suffraganbistum des Erzbistums Salerno.

## Geschichte
Das Bistum Marsico Nuovo wird vom Erzbischof von Salerno 1058 in einer Bulle erstmals urkundlich erwähnt. Die Diözese Marsico Nuovo ist Nachfolgerin des ehemaligen Bistums Grumentum, das bereits im 5. Jahrhundert bestand und heute ein Titularbistum der römisch-katholischen Kirche ist. Nachdem die Stadt Grumentum von den Sarazenen zerstört worden war, wurde der Bischofssitz zunächst vorläufig und dann endgültig nach Marsico verlegt. Bischof Johannes unterzeichnete 1095 als Episcopus civitatis Marsicensis sedis Grumentinae („Bischof der Stadt Marsico, dem Sitz von Grumentum“).
Im Zuge der kirchlichen Neuordnung im Königreich Neapel nach dem Ende der napoleonischen Herrschaft wurde das Bistum Marsico Nuovo 1818 von Papst Pius VII. mit der Bulle De utiliori Dominicae vineae mit dem Bistum Potenza aeque principaliter zusammengeschlossen. Die formelle Vereinigung der Bistümer Potenza, Muro Lucano und Marsico Nuovo zum Erzbistum Potenza-Muro Lucano-Marsico Nuovo erfolgte am 30. September 1986 mit einem Dekret des Heiligen Stuhls. Damit endete auch kirchenrechtlich die Existenz des Bistums Marsico Nuovo.